# Ян Чжунцзянь
Ян Чжунцзянь — китайский палеонтолог, основатель палеонтологии позвоночных в Китае.

## Биография
Родился в области Хуачжоу провинции Шэньси. Окончил в 1923 году факультет геологии Пекинского университета, в 1927 году получил докторскую степень по палеонтологии позвоночных в Мюнхенском университете. С 1928 года работал в основанной канадцем Дэвидсоном Блэком лаборатории геологической службы Китая по исследованию кайнозоя и принимал участие в раскопках синантропа в Чжоукоудяне (под руководством Пэя Вэньчжуна). Он был основателем Института палеонтологии позвоночных и палеоантропологии Китайской академии наук в Пекине и возглавил Пекинский музей природы.
В период с 1933 до 1970-х годов Ян отвечал за крупные экспедиции по раскопкам динозавров в Китае. В это время он описал ранних зауропод Yunnanosaurus, Lufengosaurus (оба в 1940-х годах), гадрозавра Tsintaosaurus (1958), крупного зауропода Mamenchisaurus (1954) и первого найденного в Китае стегозавра Chialingosaurus (1958). Он также работал с ископаемыми крокодилами, терапсидами (группа ранних родственников млекопитающих) и примитивными млекопитающими.
Ян был членом Лондонского Линнеевского общества, и неоднократно избирался депутатом во Всекитайское собрание народных представителей. Он был почётным членом Палеонтологического института и его Палеонтологического музея в Москве. В 1962 году он стал почётным членом Общества палеонтологии позвоночных.
Ян опубликовал свыше 400 научных работ и 3 книги.